# Критика (видавництво)
«Кри́тика» — видавництво в Києві. Головний редактор — професор Гарвардського університету Григорій Грабович, відповідальний редактор — Андрій Мокроусов. Видавництво друкує дослідження з історії, політології, літературознавства, мемуарну літературу і художні твори класиків українського модернізму ХХ століття та сучасних письменників. Разом з Інститутом Критики видавництво бере участь у джерелознавчих дослідженнях оприлюднюючи матеріали з історії України. Серед великих проектів видавництва багатотомна праця «Хроніки колективізації та Голодомору в Україні. 1927—1933». «Критика» видає також електронні матеріали з історії культури, зокрема повнотекстові версії літературно-художніх часописів 1920-х — 1930-х років із бібліографічними описами. Протягом 2004—2009 років у світ вийшли компакт-диски із часописами «Мистецтво», «Універсальний журнал», «ВАПЛІТЕ», «Аванґард», а також виданнями українських футуристів.

Видавництво випускає інтелектуальний часопис «Критика». В різні роки у видавництві «Критика» виходили в світ також кілька науково-гуманітарних часописів такі як «Mediaevalia Ukrainica: ментальність та історія ідей», «Український гуманітарний огляд», «Україна модерна», «Схід-Захід: історико-культурологічний збірник» і «Sententiae».
Книги видаються українською мовою в оригінальній редакційній орфографії, яку неофіційно називають (в тому числі сама "Критика" на власному сайті) дивничівкою, яка, періодично, викликає критичні зауваження від читачів.

## Відзнаки та нагороди
Низка видань «Критики» одержали нагороди на всеукраїнській акції Книжка року, на Форумі видавців у Львові, книжкових виставках «Світ книги», «Книжковий сад», отримали премії часопису «Кореспондент», орден Міністерства культури Республіки Польщі «Merite Culturel» (2004), відзнаки капітули Польсько-українського поєднання (2005), Польського інституту в Києві (2006) і Фундації польської культури (2007).

## Серії
- Антологія світового письменства
- Відкритий архів
- Критичні студії
- Критичні тексти